# Kunyang Chhish Nord
Der Kunyang Chhish Nord ist ein Berg im Karakorum im pakistanischen Sonderterritorium Gilgit-Baltistan.

## Lage
Der Kunyang Chhish Nord besitzt eine Höhe von 7108 m. Der Gipfel befindet sich im Nordgrat des Kunyang Chhish, etwa 5,3 km vom Hauptgipfel entfernt, in der Gebirgsgruppe Hispar Muztagh. Aufgrund einer Schartenhöhe von 517 m gilt der Kunyang Chhish Nord als eigenständiger Berg. Der Berg liegt gegenüber dem weiter nördlich gelegenen Distaghil Sar, dem höchsten Gipfel der Gebirgsgruppe. Der Kunyang Chhish Nord wird vom Kunyanggletscher im Westen und Norden sowie vom Yazghilgletscher im Osten flankiert.

## Besteigungsgeschichte
Der Kunyang Chhish Nord wurde im Jahr 1979 von einer japanischen Expedition der Universität Hokkaidō über den Nordgrat erstbestiegen. 
Am 11. Juli erreichten acht Expeditionsmitglieder den Gipfel.